# Afi Azaratu Yakubu
Afi Azaratu Yakubu es productora de documentales y activista de Ghana. Por su trabajo con temas de paz y desarrollo sostenible en África en general y Ghana en particular, recibió el Premio Edberg 2006 en Suecia y el Premio Martin Luther King, Jr. 2013 por la Paz y la Justicia Social.

## Biografía
Nació en la región norte de Ghana, una zona donde existe los más altos niveles de analfabetismo en el país. Sus padres se empeñaron a pesar de las dificultades en que se educara.
Yakubu ha trabajado como investigadora, defensora de los derechos de las mujeres y de la paz desde 1994. Cofundó la Women United Against Conflict y la Savanna Women Development Foundation. También es fundadora y directora ejecutiva de la Fundación para la Seguridad y el Desarrollo en África (FOSDA), una organización no gubernamental local. A través de FOSDA, ha implementado diversos proyectos enfocados en reducir las amenazas a la seguridad humana en Ghana y en toda la subregión de África Occidental. Entre ellos desde 2000 FOSDA dirigió una campaña de acción contra el uso indebido de armas pequeñas y ligeras en África occidental.

## Premios
Los trabajos clave de Yakubu con los derechos y la paz de las mujeres le han valido diveersos premios y reconocimientos que incluyen:
- 2004 - Dagbon Personalidad del año[2]
- 2006 - Premio Edberg en Suecia por su trabajo en temas de paz y desarrollo sostenible en África en general y Ghana en particular.
- 2013 - Premio Martin Luther King Junior para la Paz y la Justicia Social de la Embajada de los Estados Unidos de América, en reconocimiento a su trabajo para promover la paz y la seguridad en la Región Norte de Ghana.[8]